# She's Always a Woman
"She's Always a Woman" là sáng tác của ca sĩ - nhạc sĩ Billy Joel, trích từ album The Stranger (1977). Ca khúc đạt vị trí số 17 tại Mỹ vào năm 1977 và 53 tại Anh vào năm 1986 khi được phát hành trong đĩa đơn mặt A-kép cùng "Just the Way You Are". Năm 2010, ca khúc quay trở lại bảng xếp hạng tại Anh với vị trí số 29. Ấn bản musak của ca khúc này do Frank Chacksfield cùng dàn nhạc thể hiện, chính là một trong những giai điệu cuối cùng được chơi trước khi tòa Trung tâm Thương mại Thế giới sụp đổ trong Sự kiện 11 tháng 9. Toàn bộ ca khúc được chơi ở nhịp 6/8.

## Danh sách ca khúc
Đĩa đơn 7" (1977)
1. "She's Always a Woman"
2. "Vienna"

Đĩa đơn (CBS)
1. "She's Always a Woman"
2. "Movin' Out (Anthony's Song)"

Đĩa đơn 7" tại Nhật (CBS 06SP 248)
1. "She's Always a Woman"
2. "Only the Good Die Young"

## Xếp hạng
| Bảng xếp hạng (1977)                         | Vị trí cao nhất |
| -------------------------------------------- | --------------- |
| U.S. Billboard Hot 100                       | 17              |
| U.S. Billboard Hot Adult Contemporary Tracks | 2               |
| Bảng xếp hạng (1978)                         | Vị trí cao nhất |
| Belgian Singles Chart (Flanders)             | 28              |
| Canadian Singles Chart                       | 12              |
| Dutch Top 40                                 | 15              |
| Bảng xếp hạng (1986)                         | Vị trí cao nhất |
| Irish Singles Chart                          | 22              |
| UK Singles Chart                             | 53              |
| Bảng xếp hạng (2007)                         | Vị trí cao nhất |
| Italian Singles Chart                        | 56              |
| Bảng xếp hạng (2010)                         | Vị trí cao nhất |
| UK Singles Chart                             | 29              |
| Bảng xếp hạng (2011)                         | Vị trí cao nhất |
| Austrian Singles Chart                       | 37              |